# 丛光鱼
丛光鱼（学名：Valenciennellus tripunctulatus）为輻鰭魚綱褶胸鱼科丛光鱼属的鱼类。分布于印度洋、太平洋、大西洋以及南海等海域，垂直分布约1000-300公尺，體長可達3.1公分。

## 外部連結
丛光鱼的圖片（页面存档备份，存于）